# Kern&Punt
Kern&Punt is een voormalige Nederlandse lokale politieke partij uit de Noord-Brabantse gemeente Sint Anthonis. De partij was sinds 2002 vertegenwoordigd in de gemeenteraad van Sint Anthonis en werd in 2009 samengevoegd met Welzijn Voor Iedereen om zo de nieuwe partij Sint Anthonis Nu te vormen.
Bij de gemeenteraadsverkiezingen van 2002 haalde de partij vijf zetels; bij de verkiezingen van 2006 werden drie zetels behaald. Kern&Punt was nadrukkelijk niet verbonden met een landelijke politieke partij.